# می‌خواهم دستت را بگیرم
می‌خواهم دستت را بگیرم (به انگلیسی: I want to hold your hand) نام ترانه‌ای است که بوسیلهٔ گروه معروف و غول نام بیتلز به پدید آمده‌است. این گروه چهار نفری این آهنگ ماندگار را در سال ۱۹۶۳ همراه با آلبوم با بیتلز منتشر کرده‌اند. باز هم مثل همیشه آقای جرج مارتین یا به قول بعضی از منتقدان موزیک بیتل پنجم تهیه‌کنندگی این آهنگ را مثل بیشتر آهنگ‌های بیتلز به عهده گرفته بود. این آهنگ نیز ساند تراک فیلمی دیگر به اسم خود آهنگ می‌باشد. این آهنگ نیز در رده بهترین‌های بیتلز (در صفحه بیتلز) بر اساس مجله رولینگ استون رتبهٔ ۲ را در تمام دوران بعد از روزی از زندگی که اول شد به دست آورد ولی در نظر سنجی بر اساس سایت بزرگ Aol radio blog رتبه‌ای به دست نیاورد.

## موزیک
- جان لنون: خواننده، گیتاریست و دست زن
- پل مک‌کارتنی: خواننده زمینه، گیتار بیس و دست زن
- جرج هریسون: گیتار لید ، دست زن
- رینگو استار: درام، دست زن